# Jagdgeschwader 1 »Oesau«
Jagdgeschwader 1 »Oesau« (dobesedno slovensko: Lovski polk 1 »Oesau«; kratica JG 1) je bil lovski letalski polk (Geschwader) v sestavi nemške Luftwaffe med drugo svetovno vojno.

## Organizacija
- štab
- I. skupina
- II. skupina
- III. skupina
- IV. skupina

## Vodstvo polka
Poveljniki polka (Geschwaderkommodore)
- Oberleutnant Carl Schumacher: 30. november 1939 - 5. januar 1942
- Major Erich von Selle: 6. januar 1942 - 27. avgust 1942
- Oberleutnant Erich Mix: avgust 1942 - 31. marec 1943
- Oberleutnant Hans Philipp: 1. april 1943 - 8. oktober 1943
- Major Hermann Graf: oktober 1943 - 10. november 1943
- Oberleutnant Walter Oesau: 12. november 1943 - 11. maj 1944
- Major Heinz Bär: 12. maj 1944 - 20. maj 1944
- Oberleutnant Herbert Ihlefeld: 20. maj 1944 - 8. maj 1945